# Змішана магія
«Змішана магія» (Mixed Magic) — американська короткометражна кінокомедія Бастера Кітона 1936 року.

## Сюжет
Неймовірно, але до бідного Елмера вдача повернулася обличчям: його взяла собі в асистенти починаюча фокусниця! Ось тільки вона ще не здогадується, який Елмер недотепа, і в що він здатний перетворити без винятку будь-який її фокус.

## У ролях
- Бастер Кітон — Елмер
- Едді Ламберт — професор Спімоні
- Мерлін Стюарт — Мері
- Едді Голл — Гектор
- Джиммі Фокс
- Волтер Феннер
- Пасс Ле Нуар
- Гаррі Маєрс